# Esteban Herrera
Esteban José Herrera (Villa Constitución, 9 marzo 1981) è un ex calciatore argentino, di ruolo attaccante.

## Palmarès

### Club

#### Competizioni nazionali
- Campionato argentino: 3

Boca Juniors: Apertura 1998, Clausura 1999, Apertura 2000

#### Competizioni internazionali
- Coppa Libertadores: 2

Boca Juniors: 2000, 2001
- Coppa Intercontinentale: 1

Boca Juniors: 2000